# Picumnus aurifrons
Picumnus aurifrons là một loài chim trong họ Picidae.